# Fred Faurtin
Ne doit pas être confondu avec Fred Fortin.
Fred Faurtin, né le 28 juillet 1971, est un acteur pornographique français qui apparaît dans de nombreux films gays.

## Biographie
Fred Faurtin est originaire de la ville du Mans (Sarthe), mais il est parti très vite pour Paris, où il a travaillé pendant de nombreuses années.
Il a commencé à tourner des films pornographiques gays pour le label allemand Cazzo Film. Il est d'ailleurs l'acteur qui a le plus tourné avec ce label, bien qu'il ait refusé de signer avec eux un contrat d'exclusivité. Il reçoit à Barcelone le Heatgay du meilleur espoir 2005, ce qui lui permet de tourner pour les plus grands studios en Europe mais aussi aux États-Unis. Il remporte en 2009 le Hustlaball Award du meilleur actif de l'année grâce à sa prestation dans le film Men Factory de Cazzo Film Berlin. Après six années dans le "porn business", il met un terme à sa carrière en décembre 2009.
Fred Faurtin a par ailleurs posé pour de nombreux photographes internationaux (Pierre et Gilles, Felix Drobeck, Joe Oppesidano, Exterface, Slam…). Il est d'ailleurs apparu en couverture de nombreux magazines (Honcho États-Unis, Männer en Allemagne ou Gay Video en France), mais aussi de divers calendriers et du livre Men factory paru aux éditions Bruno Gmünder.
Un livre et une exposition lui sont consacrés en novembre 2009 : « X - Les 10 visages de Fred Faurtin », grande fresque photographique réalisée par le duo de photographes Exterface. En 2010, PREF mag réalise une vidéo-interview de Fred Faurtin, après lui avoir consacré une interview dans son magazine en 2008.
Il s'implique, notamment, dans la lutte contre le VIH, avec deux campagnes pour le port du préservatif, financées par le SNEG (syndicat national des entreprises gay).

## Filmographie
Cazzo film Berlin
- 2013 : Hart und Dreckig / Special NR11
- 2012 : Fuck Factory / Special NR10
- 2011 : Berlin Privat / Special NR8
- 2011 : Rudelficker / Special NR7
- 2010 : Skin Säue / Skinhead Action / Special NR5
- 2009 : Fred Faurtin Best Of / Special NR3
- 2009 : Fist + Fuck / Special NR2
- 2009 : Sommerloch
- 2008 : Fanatics
- 2007 : TiMs Tool
- 2007 : Men Factory
- 2006 : Deep
- 2006 : Luthando
- 2005 : Matchmaker
- 2005 : Fuck Fiction
- 2004 : Kolbenfresser
- 2004 : Eingelocht
- 2003 : Berlin Privat 3

Ragging Stallion (États-Unis)
- 2012 : Hairyboyz 27
- 2012 : Humongous Cocks 14
- 2009 : The Best Of Steve Cruz
- 2008 : Instinct
- 2007 : Afternoon Delight
- 2007 : Savage
- 2005 : Manifesto

Titan Media (États-Unis)
- 2007 : Shacked Up
- 2006 : Spy Quest 3

Bulldog (Royaume-Uni)
- 2010 : Young Scally Apprentices
- 2010 : Semen Obsession
- 2008 : Punks !
- 2008 : Victims !
- 2008 : Sex Pit Sluts

Autres
- 2017 : Intense Pleasure (Macho Guys)
- 2016 : Man's Land (Macho Guys)
- 2016 : Seductive Fuckers (Macho Guys)
- 2015 : Orgy Addiction (Oh Man)
- 2014 : Spunkalicious (UKNakedMen)
- 2013 : Out In The Wild (Eurocreme)
- 2011 : Banged Up Hard (UkNakedMen)
- 2011 : Fuck ! It's Huge 2 (Fresh SX)
- 2010 : Thrall Enslaved (UkNakedMen)
- 2010 : Extrem POV (Fresh SX)
- 2010 : Cock Almighty (Best Of Fred Faurtin 2010) (Alphamale / Eurocreme)
- 2009 : Crazy For Cum (UkNakedMen)
- 2009 : Hung Ladz Thick & Throbbin (Eurocreme)
- 2008 : Island Heat (Eurocreme)
- 2008 : Hung Ladz Ripped (Eurocreme)
- 2007 : Garçons (Eurocreme)
- 2007 : Desperate Househusbands 2 (Private Man)
- 2005 : The Prisoner's Song (Liquid London for EU & Channel 1 Releasing for US)
- Gamins d'Auvergne (Liquid London)
- French Farmers (Oh Man ! Studios)
- The Best of vol.3 (Liquid London)
- On The Job (UkNakedMen)
- Troy (Eurocreme)
- Young Scally Stud (Eurocreme)
- Hairy Hunx Rough & Ready (Alphamale)